# Punktgravyr

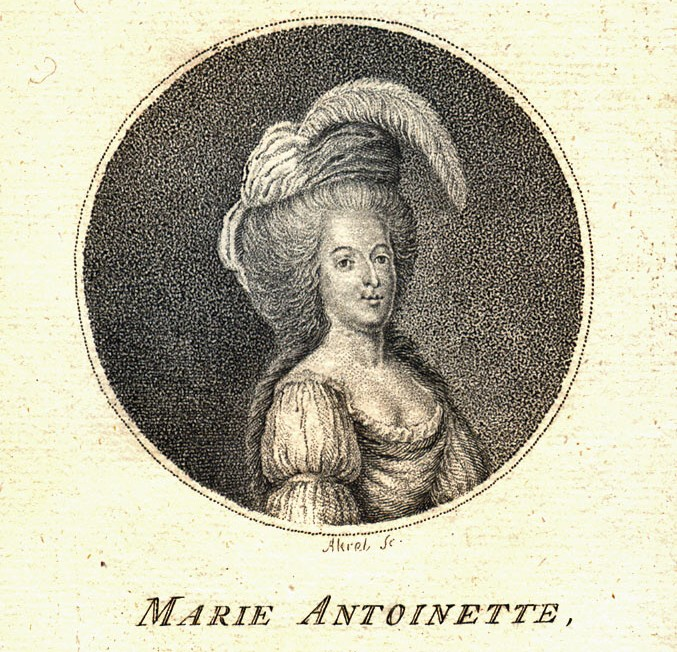
Marie-Antoinette i punktgravyr

Punktgravyr är en konstgrafisk gravyrmetod som innebär att motivet graveras för hand i tryckplåtens (kopparplåt) yta med bland annat en speciell gravstickel. Motivet byggs upp av små korta streck och punkter, därav namnet. Trycket blir då mjukare och mindre kontrastrikt. En äldre benämning var Stipple gravyr.
Punktgravyr användes av flera konstnärer, tidigast cirka 1500 — 1514 av italienaren Giulio Campagnola. Tekniken användes i slutet av 1500- och början av 1600-talen av några guldsmeder i Tyskland och Nederländerna för att framställa ornament. Mera beständigt användes metoden av italienaren Francesco Bartolozzi som använde punktgravyr konsekvent, sedan han flyttat till London 1764. En svensk konstnär som använde punktgravyr var Johan Fredrik Martin. Mera allmänt var metoden i bruk under 1700-talets senare hälft och början av 1800-talet.